# Ticorea foetida
Espèce
Classification APG III (2009)
Ticorea foetida est une espèce de plantes à fleurs de la famille des Rutaceae (familles des agrumes). C'est un arbuste ou un petit arbre, endémique, peu commun, du plateau des Guyanes. Il s'agit de l'espèce type du genre Ticorea Aubl..

## Description
Ticorea foetida est un arbuste ou un petit arbre, haut de 1,5 à 14 m pour 2 à 6 cm de dhp.
Les feuilles trifoliolées, ont un très long pétiole (4,5 à 18,5 cm).
Le limbe des folioles pétiolulées est étroit, de forme obovale, ovale, lancéolée, ou elliptique, à base aiguë atténuée, et à apex longuement acuminé (rarement arrondi), plutôt glabre (parfois des trichomes dispersés, dressés ou ascendants jusqu'à 0,13 mm de long sur la nervure médiane wikt:abaxiale), à marges entières.
La foliole terminale est généralement elliptique ou obovale étroite, cunéiforme ou décurrent à la base, avec 7-13 paires de nervures secondaires, un pétiolule long de 0,2-1,4 cm, et mesure 11-30 x 4,7-11 cm.
Les folioles latérales sont généralement elliptiques, asymétriques à la base (généralement aiguës à la base et plus ou moins décurrentes à l'apex), avec 5-9 paires de nervures secondaires, des pétiolules longs de 0,1-0,6 cm, et mesurent (6,8)7-25,5(26,5) x 2,4-10,5 cm.
On observe des ponctuations glandulaires, non pellucides, noirâtres sur les deux faces, et des souvent des domaties à ouvertures circulaires à l'aisselle des nervures secondaires. L'indument microscopique sur les pétioles et les pédoncules, est composé de trichomes dressés ou ascendants, plus ou moins droits (les plus longs mesurent environ 0,1 mm).
Les inflorescences axillaires à l’extrémité des rameaux, pédonculées, en grappes subcorymbiformes de 5-7 fleurs, groupées en panicules, longues de 16-35 cm, sont de type dichasium, avec un pédoncule peu ramifié long de 13,5-30 cm : les entre-nœuds du rachis primaire sont peu développés, les inflorescences partielles portées à l'apex du pédoncule sont pétiolées, dichasiales au premier nœud, puis monochasiales aux nœuds supérieurs. Les axes secondaires sont longs de 3-32 mm. Les pédicelles sont longs de (0,3-)1,5-4,5(7) mm.
La fleur sessile, blanche, comporte un calice à dents aiguës (les lobes parfois réfléchis plus longs que le tube), persistant sous le fruit, long de (1-)1,5-3,9(5,3) mm, légèrement couvert d'une pilosité apprimée-pubescente à l'extérieur, plus densément poilue ou glabre à l'intérieur.
Ses pétales sont linéaires, larges de 17-24 x 1,5-2,2 mm, et 6 fois plus longs que le calice.
Corolle arrondie à l'apex du bourgeon, 5-mère, longue de 17-22 mm à l'anthèse, farineuse apprimée-pubescente surtout vers la base sans blanc, le tube formé de pétales cohérents de 9-10 mm de long, 2,8-3,8 mm de large juste au-dessus du calice , 0,8-1,6 fois plus longs que les lobes, ces ca. 12 × 2 mm de large, infléchi au sommet.
L'androcée comprend 5 étamines fertiles, dotées de filets longs de 13-17 mm, libres les uns des autres et adhérents au tube de la corolle, essentiellement glabres adaxialement, la partie libre étant longue de 3,5-6 mm.
Les anthères elliptiques, stériles à la base au-dessus du point d'attache du filet, sont longues de (4)4,6 à 5,3(6,7) mm (4 à 5,3 x 0,5 à 1,5 mm pour la partie fertile et 0,25 à 1 mm pour la partie basale stérile), avec des appendices bifides basaux longs de (0,5)0,6 à 0,8(1,2) mm et l'encoche est profonde de 0,15 à 0,65 mm.
Le disque, haut de 1 à 1,4 mm, est de même taille ou légèrement plus court que l'ovaire. Les carpelles, hauts d'environ 1,5 mm, sont glabres mais deviennent plus ou moins pubescents après l'anthèse. Le style est long de 18-20 mm.
Le fruit capsulaire à 5 loges, se compose de méricarpes, mesurant 10-14(17) x 7-10(12) mm, et portant une pubescence courte, légèrement strigilleuse et glabrescente, à l'exception des faces latérales adjacentes. La graine mesure 9-10,2 x 6,7-7 mm,,.

## Répartition
Ticorea foetida est présent au Guyana, au Suriname, en Guyane, et dans l'Amapá. il est localement commun à Saül et en montagne de Kaw.

## Écologie
Ticorea foetida pousse dans le sous-bois et le sous-étage des forêts humides de terre ferme, et rarement en forêt secondaire, à des altitudes jusqu'à 470 m. Il fleurit en août et de décembre à mars (janvier, février, mars, juillet en Guyane), pour fructifier de mars à décembre (mars, mai, juin, juillet, octobre en Guyane),.
Ticorea foetida est la plante hôte du papillon Heraclides garleppi lecerfi (Papilioninae).
Les feuilles froissées dégagent une odeur désagréable, rappelant celle de Datura stramonium

## Utilisations
-

## Protologue

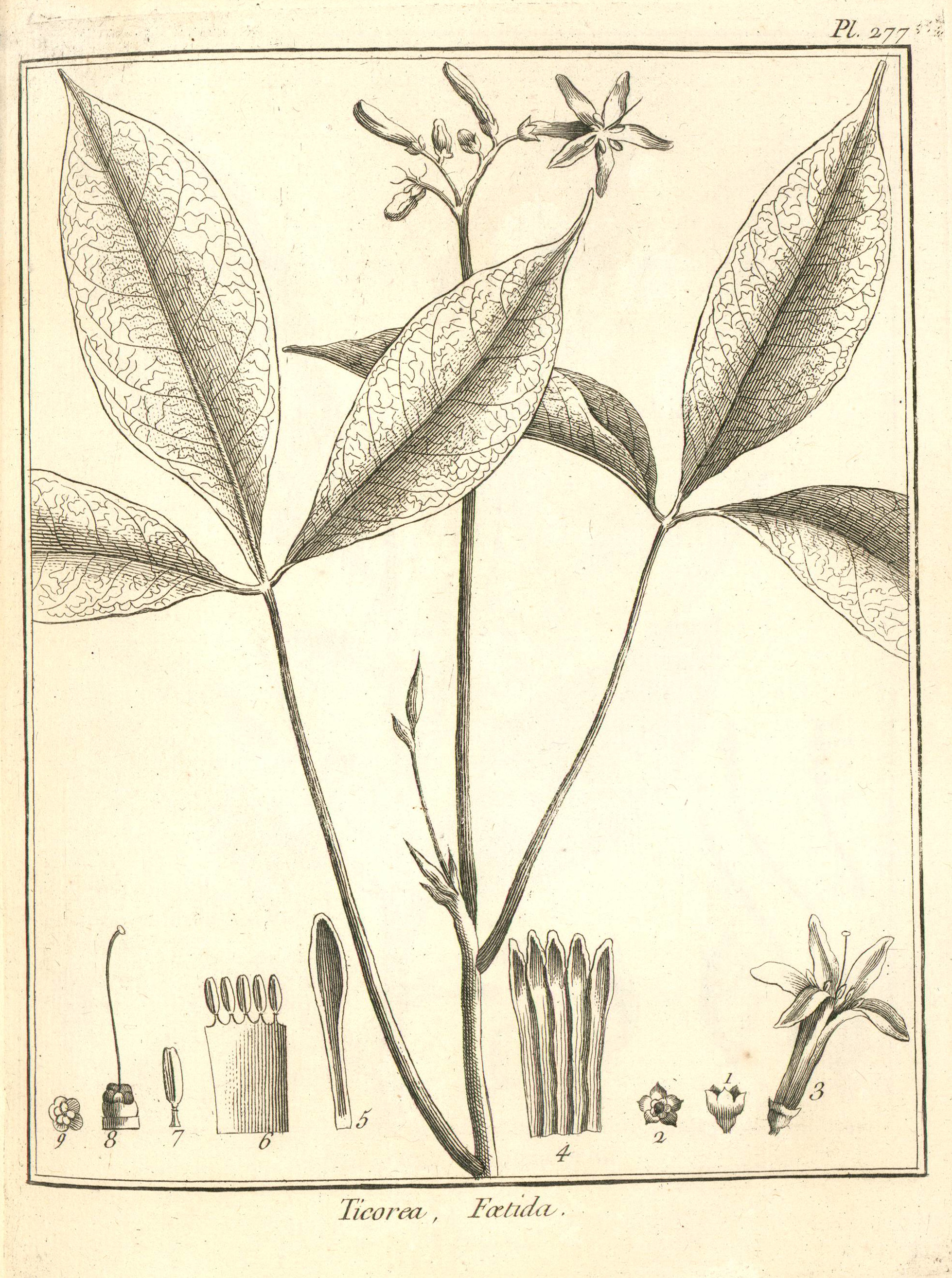
Ticorea foetida : Planche 272 par Aublet (1775)
1. Calice. - 2. Calice vu par ſa face interne. Diſque. - 3. Corolle épanouie. - 4. Pétales. - 5. Pétale ſéparé. - 6. Tube qui porte les étamines. - 7. Étamine ſéparée. - 8. Diſque. Ovaire. Style, Stigmate. - 9. Diſque & ovaires.

En 1775, le botaniste Aublet propose le protologue suivant : 
« TICOREA fœtida. (Tabula 277.)

Frutex caulem decempedalem e radice emittens. Folia alterna, longe petiolata, trifoliata, foliolis amplis, ovatis, acutis, glabris, integerrimis, intermedio latiore & longiore. Flores corymboſi, terminales, pedunculo communi longiſſimo. Corolla alba. 
Tota planta odorem foetidum ſtramonii exhalat. 
Florebat Februario. 

Habitat in ſylvis Caux. »

« LE TICORE de la Guiane. (PLANCHE 277.)
Cet arbrisseau pouſſe des tiges qui s'élèvent de dix pieds & plus les plus fortes ont environ quatre à cinq pouces de diamètre. Leur écorce eſt verte, liſſe ; la partie ligneuſe, qu'elle couvre, eſt blanche, tendre & caſſante. Les tiges ſont rameuſes, garnies de feuilles alternes. Chaque feuille eſt digitée, à trois grands lobes, portée ſur un pédicule qui a ſix ou huit pouces de longueur. 
Ces lobes ſont verts, mous, liſſes, ovales, terminés par une longue pointe. Le lobe du milieu eſt plus grand que les deux autres ; il a, dans quelques feuilles, un pied & plus de longueur, ſur quatre pouces de largeur. Chaque lobe eſt partagé par une nervure longitudinale, ſaillante en deſſous. 
Les fleurs naiſſent de l'aiſſelle d'une feuille à l'extrémité de la tige & des branches. Leur pédoncule commun a plus d'un pied de long ; il ſe partage à ſon ſommet en pluſieurs petits rameaux, ſur leſquels ſont placées des fleurs alternes, ſeſſiles. 
Le calice eſt vert, d'une ſeule pièce, évaſé & à cinq dentelures. 
La corolle eſt à cinq pétales blancs, étroits, longs d'un pouce; concaves dans leur longueur, attachés au fond du calice. Ils ſont réunis aux deux tiers de leur longueur, & comme collés par un de leurs bords les uns ſur les autres, & forment ainſi une eſpèce de tube : leur partie ſupérieure s'évaſe & s'épanouit. 
Ces pétales couvrent un tube blanc membraneux, dont la partie inférieure eſt emboëtée ſur un diſque qui entoure l'ovaire. Ce tube ſe diviſe à ſa partie ſupérieure en cinq larges filets courts, articulés par leur pointe avec une anthère longue, renflée & à deux bourſes. 
Le piſtil eſt un ovaire à cinq côtes arrondies, un peu convexe à ſon ſommet, d'où s'élève un style long, blanc, terminé par un stigmate arrondi. 
En coupant tranſverſalement cet ovaire, j'ai compté cinq loges. 
J’ai trouvé cet arbriſſeau dans les forêts de Caux. Il étoit en fleur dans le mois de Février. 
Les feuilles écraſées exhalent une odeur déſagréable fort approchante de celle de la pomme épineuſe ou ſtramonium. 
On trouvé des pieds de cet arbriſſeau qui n'ont qu'une tige ſimple, terminée par des bouquets de fleurs, & d'autres pieds qui ſont très branchus. »

— Fusée-Aublet, 1775.